# Żeleźniki (Basse-Silésie)
Pour les articles homonymes, voir Żeleźniki.
Żeleźniki est une localité polonaise de la gmina de Krośnice, située dans le powiat de Milicz en voïvodie de Basse-Silésie.